# Писмо за толерантността
„Писмо за толерантността“ е творба на Джон Лок, публикувана за пръв път през 1689 г. Първото издание е на латински език, но скоро след това е преведена на други езици. Публикуването на творбата на Лок идва в контекста на страхове, че католицизмът ще завземе отново властта в Англия, и дава като решение на проблема с взаимодействието на църквата и правителството приемане на религиозна толерантност. Творбата е под формата на писмо, чиито адресат е анонимен „благочестив господин“, който всъщност е близкият приятел на Лок Филип ван Лимборх. Лимборх публикува писмото без знанието на Лок.

## Аргументация
Лок е един от бащите на емпиризма. Развитата от него философия се противопоставя на тази на Томас Хобс от неговия „Левиатан“ и е в подкрепа на съществуването на различни християнски деноминации. Хобс смята, че индивидът може да изповядва коя да е религия, стига публично да изразява само държавната. Въпреки противоречията, вероятно е именно отхвърлянето от Хобс на католическия империализъм да е основата на отхвърлянето от Лок на всяка намеса на правителството в духовното спасение. 
За разлика от Хобс, който вижда в религиозното единство ключ към добре функциониращо гражданско общество, Лок твърди, че съществуването на множество религиозни групи всъщност спомага за запазване на гражданския мир. Лок твърди, че гражданските размирици всъщност са последствие от държавна намеса и опити за забрана за практикуването на религиите. Основната цел на Лок е да „разграничи точно работата на гражданското правителство от тази на религията“. Лок се аргументира с това, че правителството съществува, за да защитава интереси, външни на личността, като живота, свободата и благосъстоянието на индивида, докато църквата е свързана с вътрешните интереси, т.е. спасението на душата.
Според Лок, единственият начин църквата да печели истински убедени миряни е чрез убеждение, а не чрез насилие. Това е свързано с неговото централно заключение, че правителството не трябва да се въвлича в грижата за душите на хората. В защита на това твърдение, Лок представя три основни аргумента: (1) индивидът, според Лок, не може да възложи на светски сили контрол над душата си, тъй като този светски властимащ не е посочен от Бог; (2) със сила не може да се създаде необходимата за спасение на душата промяна, тъй като силата може да наложи подчинение, но не и да промени вярванията на индивида; и (3) дори и принудата да убеди някого за дадено понятие, това не гарантира спасение, понеже няма причина да се вярва, че светският магистрат е сигурен източник на религиозна истина.
Лок заявява, че атеистите не трябва да бъдат толерирани, понеже „обещания, споразумения, клетви, които са основните връзки на човешкото общество, нямат влияние над атеиста.“ Римокатолическата църква също не трябва да бъде толерирана, понеже „Всички, които става част от нея, ipso facto се предават на властта на друг светски господар.“ Толерирането на тази църква би довело, според Лок, до това светският магистрат да се подчинява на чужда юрисдикция в собствената си държава, а това би превърнало гражданите на тази държава във „войници против неговото правителство“.
В следващите трудове на Лок позицията му за атеизма леко се променя, като в своя magnum opus „Опит върху човешкия разум“ той разглежда въпроса за това „дали 'атеизмът' е непременно враждебен към уважението към политическия авторитет.“ 
Толерантността е централно понятие в политическата философия на Лок. В резултат на това, в гражданското общество, така както Лок го вижда, се допускат само църкви, които проповядват толерантност. Възгледът на Лок, че е трудно да се определи коя е „единствената истинска религия“ се интерпретира в смисъл, загатващ че религията не е от голяма лична важност за Лок. Друга възможна интерпретация е че това загтва за дълбока вътрешна несигурност, вписваща се в контекста на епоха, белязана от дълбоки политически и философски конфликти. Като емпирик, Лок разглежда практическите ползи от философията си, като разсъждава над това как религиозната толерантност би довела мир в гражданското общество. Аргументацията на Лок понякога почива на библейски анализи, в някои от ключовите моменти.

## Критика
Писмото води до незабавна реакция от англиканския клир, публикувана от Томас Лонг и Джонас Проуст. Лонг заявява, че писмото е естетически завоалиран йезуитски заговор за връщане на католическата доминация в Англия, и съсипване на държавата и църквата. Проуст атакува писмото с твърдението, че правителството има право да използва сила, за да накара дисидентите да признаят достойнствата на англиканството, единствената „истинска религия“. Лок отговаря на репликата на Проуст, и дебатът им прераства в дълга, противоречива кореспонденция.